# Adam Warlock
Adam Warlock es un personaje ficticio que aparece en los cómics estadounidenses publicados por Marvel Comics. El personaje apareció por primera vez en Fantastic Four # 66–67 (fechas de portada de septiembre de 1967 y octubre de 1967) creado por Stan Lee y Jack Kirby, originalmente llamado Él. Más tarde, el personaje sería desarrollado significativamente por Roy Thomas y Jim Starlin. Debutando en la Edad de Plata de los cómics, el personaje ha aparecido durante varias décadas en las publicaciones de Marvel y protagonizó los títulos Marvel Premiere y Strange Tales, así como cinco volúmenes homónimos y varias series limitadas relacionadas.
El personaje es un ser cósmico creado artificialmente en la Tierra por el Enclave, diseñado genéticamente para ser perfecto y la próxima evolución de la humanidad. Enterado de sus intenciones, Él se rebeló contra sus creadores y buscó un nuevo destino. Finalmente, al encontrarse con el Alto Evolucionador, el rebautizado Adam Warlock finalmente es reconocido como un héroe del universo, protegiéndolo principalmente de amenazas como Thanos, la Iglesia Universal de la Verdad y Magus (que es su contraparte malvada). También es frecuentemente el portador de la Gema del Alma, una de las legendarias Gemas del Infinito (entonces llamadas Gemas del Infinito). El personaje también sirve como el líder de la Guardia del Infinito y miembro de los Guardianes de la Galaxia, especializándose como hechicero cósmico del grupo y experto en ocultismo en este último.
El personaje ha sido adaptado en varias formas de medios, incluidas series de televisión animadas y videojuegos. El personaje ha aparecido en Marvel's Guardians of the Galaxy en ambas encarnaciones como Warlock y Magus. Adam Warlock fue interpretado por Will Poulter para Guardianes de la Galaxia vol. 3 (2023), que se desarrolla en el Universo Cinematográfico de Marvel.

## Historia editorial
La primera aparición de Adam Warlock, con el nombre de "Él", tuvo lugar en las páginas de Fantastic Four, aunque la historia relatada por Stan Lee y Jack Kirby no se centraba en él como personaje sino que lo utilizaba como un recurso narrativo. La trama giraba en torno al supergrupo y a "La Colmena", un enclave de científicos que había secuestrado a Alicia Masters para ayudarlos con sus experimentos.
En 1972, Roy Thomas y Gil Kane decidieron expandir el esbozo de Stan Lee y Jack Kirby para convertirlo en un personaje propiamente dicho, renombrándolo como "Adam Warlock" y poniéndolo a prueba en dos números de la revista Marvel Premiere. Llegó a tener una revista propia, pero sin éxito: Thomas y Kane la abandonaron en el segundo número y en 1973 se canceló la publicación en el número 8. La historia que se desarrollaba en la revista y que había quedado inconclusa se resolvió en los números 176 a 178 de Incredible Hulk.
Jim Starlin retomó más tarde el personaje, utilizándolo a partir del número 178 de Strange Tales. Tras el número 181, el personaje volvió a tener revista propia y, a pesar de que habían pasado dos años desde la cancelación, se retomó la numeración de la previa, continuando con el número 9. Jim Starlin desarrolló una historia en la que Warlock se enfrentaba a una versión futura de él mismo, el Magus, y utilizó también a Thanos, un personaje que ya había desarrollado previamente en su paso por la publicación del Capitán Marvel. Al terminar dicha historia comenzó una nueva en la que Warlock se enfrentaba a Thanos, pero la revista se canceló de nuevo en el número 16. La historia finaliza en Avengers Annual n.º 7, que involucra a los Vengadores, y luego en Marvel Two-In One Annual n.º 2, en la que se suman a la saga Spider-Man y La Cosa. En la historia contenida en estos números Thanos queda convertido en piedra. Gamora, Pip el Troll y el propio Warlock mueren y sus almas quedan atrapadas dentro de la Gema Alma de Warlock (una suerte de limbo inaccesible), con lo cual Starlin finaliza por el momento las historias de dichos personajes.
En 1984 el autor Chris Claremont crea en las páginas de New Mutants a dos personajes llamados "Warlock" y "Magus", con una relación análoga a la de Adam Warlock y el Magus escritos por Starlin aunque se trata de personajes diferentes.
Sin embargo, a principios de la década de los 90, Starlin entró a trabajar en la serie del Silver Surfer y utilizó nuevamente a Thanos. Esto llevó al crossover del Guantelete del Infinito, durante el cual recuperó también a Warlock, Pip y Gamora. Tras dicha saga, Warlock pasó a protagonizar una nueva revista propia, Warlock y la Guardia del Infinito, un supergrupo en el que también figuraban Gamora, Drax el Destructor, Pip el Troll y Dragón Lunar. A esto se sumaron también otros dos crossovers editoriales que aparecieron poco después, la Guerra del Infinito y la Cruzada del Infinito, en los que Thanos, Warlock y la Guardia del Infinito tienen un gran protagonismo, con villanos surgidos del propio Warlock: un renacido Magus y La Diosa. Esta etapa culminó en 1995, tras la cancelación del título de la Guardia del Infinito.
Desde entonces, el personaje aparece como invitado en diversas revistas situadas en contextos cósmicos. Una de las más notables es la revista de Thanos del año 2003.

## Historia del personaje

### Primera encarnación: Él, Contra-Tierra y primera muerte

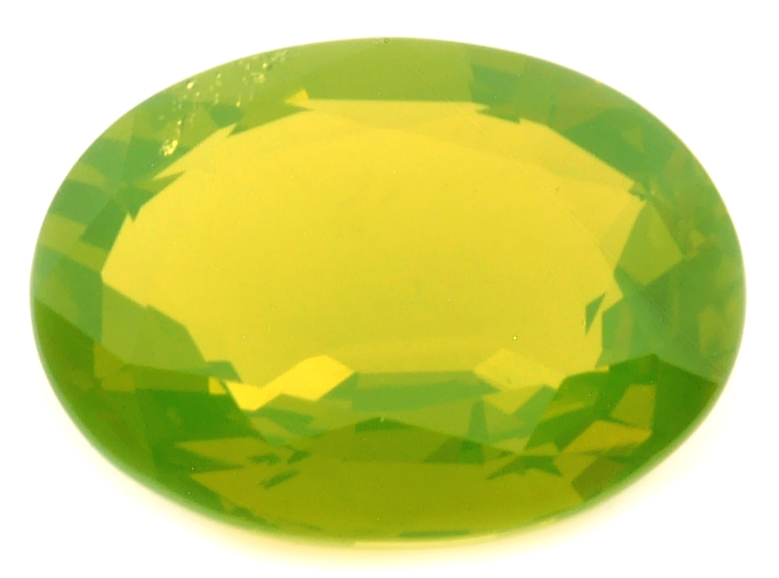
La Gema Alma es una piedra verdosa que emite energía.

Los científicos en la Tierra que se hacen llamar el Enclave crearon un humano artificial y perfecto que inicialmente se hace llamar "Él". Después de rebelarse contra sus creadores, y tener un conflicto con Thor, Él decide dejar la Tierra y viajar al espacio. El se encuentra con el Alto Evolucionador que le da el nombre de "Warlock". El Alto Evolucionador solicita la ayuda de Warlock para salvar el planeta Contra-Tierra creado artificialmente del malvado Hombre-Bestia y le da a Warlock la Gema del Alma verde (también conocida como la "Joya del Alma"), que permite a Warlock capturar las almas de otros seres. Cuando llega a Contra-Tierra, Warlock recibe el nombre de "Adam" por cuatro adolescentes que se hacen amigos de él. Después de la derrota de Hombre-Bestia, Warlock deja Contra-Tierra para encontrar un nuevo propósito.
En sus viajes por el espacio, Warlock se encuentra con la Iglesia Universal de la Verdad, una organización religiosa intergaláctica dirigida por el corrupto Magus. Warlock se alía con Pip el Troll la asesina Gamora, y Thanos de Titán para oponerse al Magus. Finalmente, Warlock descubre que Magus es una versión futura de sí mismo que viajó en el tiempo después de volverse loco por el uso de la Gema del Alma. Warlock elige alterar su línea de tiempo visitándose a sí mismo unos meses en el futuro y roba su propia alma para evitar que el Magus exista. Warlock luego continúa sus viajes, sabiendo que ha visto su propia muerte pero sin saber exactamente cuándo sucederá.
Cuando el Extraño intenta robar la gema del alma de Warlock, Warlock se entera de otras cinco gemas relacionadas. Thanos se apodera de estas gemas con la intención de destruir el sol de la Tierra. Cuando Thanos causa un daño mortal a Pip y Gamora, Warlock toma sus almas para acabar con su sufrimiento. Warlock luego solicita la ayuda de Los Vengadores, el Capitán Marvel y Dragón Lunar para detener a Thanos. Durante la batalla, aparece el yo más joven de Warlock y toma el alma del Warlock mayor. Dentro de la gema, Adam se reencuentra con Pip, Gamora y otros en una utopía conocida como Mundo Alma. El alma de Warlock se libera temporalmente de la Gema del Alma, lo que le permite convertir a Thanos en piedra y salvar la Tierra.

### Segunda encarnación: Guardia del Infinito y segunda muerte
Thanos (después de ser resucitado) una vez más recoge las Gemas del Infinito en el Guantelete del Infinito, capturando a Silver Surfer y Drax el Destructor en la Gema del Alma por oponerse a él. En el mundo de la Gema del Alma, Silver Surfer conoce a Adam Warlock y lo convence de que se necesita su ayuda nuevamente para derrotar a Thanos. Warlock está de acuerdo y Pip y Gamora deciden acompañarlo. Warlock se transmite a sí mismo y a sus dos amigos en nuevos cuerpos y lidera un grupo de superhéroes de la Tierra, derrotando a Thanos. Warlock obtiene el Guantelete del Infinito, siendo un ser casi supremo del universo. El cósmico Tribunal Viviente (cuyo poder y autoridad exceden a los de Warlock) decide que no se puede confiar en Warlock para quedarse con el Guantelete del Infinito y le indica que divida las gemas entre otros seres de la elección de Warlock. Warlock se queda con la Gema del Alma y le da una gema a Pip, Gamora, Drax el Destructor, Dragón Lunar y Thanos reformado. Warlock llama al grupo Guardia del Infinito.
Durante la posesión temporal de Warlock del Guantelete del Infinito, purgó el bien y el mal de su ser, dejándolo completamente como una criatura de lógica. Sus aspectos buenos y malos cobran vida como dos nuevos seres físicos: la mitad mala es una nueva encarnación de Magus, mientras que la mitad buena es una mujer que se hace llamar Diosa. Cuando amenazan el universo, Warlock los derrota con la ayuda de la Guardia y otros superhéroes, absorbiéndolos en la Gema del Alma.
La Guardia del Infinito se disuelve cuando las Gemas del Infinito son robadas por Runa, un vampiro de un universo paralelo. Warlock persigue a Runa, recupera las gemas y regresa a su universo nativo.
Warlock juega un papel en la protección del universo varias veces más, incluidas las amenazas de los clones de Thanos, el Corazón del Universo, y el ser interdimensional Hunger.

### Tercera Encarnación: Aniquilación: Conquista, Guardianes de la Galaxia, Revelación Infinita, etc.

#### "Aniquilación: Conquista"
En la historia de 2007-2008 "Annihilation: Conquest", Dragón Lunar y Phyla-Vell luego buscan la ayuda de Warlock para liberar al alienígena Kree de la invasora Phalanx. Una vez que la Falange es derrotada, Warlock se une a los recién formados Guardianes de la Galaxia. Mientras está con los Guardianes, Warlock intenta reparar el daño en el espacio-tiempo continuo, lo que hace que vuelva a ser Magus. Una vez más al frente de la Iglesia Universal de la Verdad, el Magus se alía con Lord Mar-Vell, pero muere cuando falla en una misión. La Iglesia Universal de la Verdad resucita al Magus cuando era niño, pero es capturado y encarcelan rápidamente por los Aniquiladores. Su capullo permanece bajo la vigilancia de los Aniquiladores.

#### La Revelación Infinita
Durante una nueva misión, Thanos se encuentra con el alma de Warlock en el dominio de la Muerte. Sigue a Thanos de regreso al mundo de los vivos, donde recupera su forma humana. Warlock acompaña a Thanos en un viaje mientras su universo se fusiona con otro. Debido a la convergencia, Warlock es reemplazado retroactivamente por su contraparte del otro universo.
Extremadamente descontento por la experiencia, el nuevo brujo dejó que Thanos reflexionara sobre su situación y finalmente terminó en "Nuevo Krall" actuando como un gladiador en un foso de combate. Thanos recibe un mensaje a través del tiempo/espacio de su antiguo yo omnipotente para buscar a este nuevo Adam Warlock, que ahora es más poderoso que antes. De acuerdo, Thanos primero busca a Pip el Troll para teletransportarse a New Krall y luego contacta a Gamora para que también vaya a Adam, ya que ambos son sus amigos más cercanos y pueden evitar que haga daño al universo. Durante este tiempo, Annihilus comienza una nueva invasión de la Zona Positiva en busca de una inmensa fuente de energía que resulta ser el propio Adam y lanza un asedio devastador en New Krall. Los Shi'ar, liderados por  Gladiador (también buscando la fuente de energía), aparecen y Annihilus, ahora con el poder de Hulk y una nueva habilidad de proyección de miedo, los derrota. Pip teletransporta rápidamente a Adam, Gamora, los Guardianes de la Galaxia y a él mismo de regreso a la nave de los Guardianes a un lugar seguro y se les une Thanos, donde descubren que el universo que Adam creó no fue destruido, sino que se convirtió en parte de él y ha dado él el poder de la Eternidad y el Infinito.
Thanos mejora las habilidades de Pip para teletransportar la nave al imperio de Annihilus para detener a Annihilus de una vez por todas, pero Annihilus los abruma, quien teletransporta a Thanos al limbo y toma a Adam como prisionero (colocándole un disruptor neuronal), lo que obliga a los Guardianes a retirarse. Pip se queda atrás, afirmando que Adam es su único amigo y que no lo abandonará. El comatoso Adam se coloca en la fuente de energía de la nave de Annihilus para usarlo como batería. Pip, después de esconderse en el barco de Annihilus durante tres meses, encuentra a Adam en coma y lanza una misión de rescate, matando a sus guardias y golpeando a Adam repetidamente para despertarlo. Finalmente, al despertar, Adam destruye inconscientemente el universo y queda flotando en el vacío. En pánico, Adam llama a Thanos y desea que el Titán vuelva a existir. Thanos luego le propone a Adam un plan para suplicar al One Above All para recrear el universo. El Uno por encima de todo está de acuerdo, con la condición de que Adán actúe como el nuevo Tribunal Viviente del universo. Adam y Thanos restauran los universos e inmediatamente matan a Annihilus y su flota, poniendo fin a su amenaza de una vez por todas. Finalmente, a pedido de Thanos, el "nuevo" Tribunal Viviente resucita al Adam Warlock original desde el punto en que fue asesinado momentos antes de que ocurriera la convergencia.
El verdadero Adam, vivo de nuevo, decide seguir el consejo de Thanos de volver a "la existencia que es suya". Inmediatamente se dirige a Pip el Troll, quien corre hacia su amigo con los brazos abiertos, y regresan a su antigua vida de aventuras.

#### Búsqueda del Infinito
Por razones desconocidas, Adam se encuentra dentro del Mundo del Alma, donde se le acerca un aspecto de sí mismo que revela que las Gemas del Infinito se están uniendo una vez más, lo que asegurará una calamidad. Pronto se revela que este encuentro es una de las muchas pesadillas que atormentan a Adam, por lo que viaja nuevamente al Mundo del Alma, donde se encuentra con un aspecto del alma de Gamora que permaneció atrapada allí después de que ella se fue hace mucho tiempo. A pesar de sus súplicas para que él la liberara, Adam negó ser capaz de hacerlo alegando que no la reconoce del todo y que ya no posee la Gema del Alma. Escapando del Mundo del Alma, Warlock emergió de su capullo en el mundo de los vivos, donde fue recibido por Kang el Conquistador.

#### Conflicto Infinito
En Thanos: The Infinity Conflict, cuando Adam siente que algo no está bien, él y Pip van a enfrentarse a Thanos, quien luego mata a Adam en un abrir y cerrar de ojos. Después de revivir en Chandilar, Adam y Pip van a un antiguo planeta abandonado que contiene templos antiguos. Aquí Adam es nuevamente asesinado por un cohete lanzado por Thanos. Después de otra resurrección, él y Pip van a Titán y se encuentran con Eros. Sin embargo, Thanos lo mata una vez más a través de otro misil. Luego es revivido en presencia del Tribunal Viviente, quien le informa a Adam que Thanos obtuvo el Regulador Astral de su universo y lo usó para absorber a los diversos Seres Cósmicos para convertirse en realidad. El Tribunal Viviente le pide a Adam que siga los pasos necesarios para detener a Thanos. Mientras viajaba al Plano Astral, Adam se encontró con sus versiones pasadas que le advierten sobre el resultado de lo que está a punto de hacer. Se enfrenta a Eros y Pip, que estaban a punto de matar al niño Thanos y les advierte que si Thanos muere, Magus podría hacerse cargo de la realidad. Luego regresan al presente donde mata a Eros, quien luego vuelve a la vida después de ser rechazado por la Dama Muerte que ahora existe fuera de la norma, al igual que Adam y Thanos, que es esencial para derrotar a Thanos.
En Thanos: The Infinity Ending, después de que el futuro omnipotente Thanos absorbiera al Tribunal Viviente y a los demás, Adam, Starfox y Pip se dan cuenta de que ya era demasiado tarde para escapar, excepto Adam, que se enfrenta a Thanos antes de ser desterrado por el ser omnipresente. dentro de sí mismo Adam fue a la nave de Kang el Conquistador donde buscó usar su tecnología de viaje en el tiempo para encontrar una manera de derrotar a Thanos y se dio cuenta de que la inexperiencia de Thanos es la clave de su derrota. Después de despertar a Kang de la estasis que Thanos le puso, Adam decide entrar en la psique de Thanos. Sin embargo, antes de que pudiera continuar, se enfrenta a su yo pasado que no quería que Adam se sacrificara. Al no estar dispuesto a dejar que Thanos se suicide y se lleve todas las existencias con él, Adam lucha contra su yo pasado y finalmente usa la Gema del Alma de uno de los Adams para matarlos. Después de eso, ingresa a la psique de Thanos, donde vio diferentes recuerdos a través de portales, y finalmente se encontró con Hunger y manipula al ser para que ataque al omnipotente Thanos del futuro pasado. Aún viajando a través de diferentes portales, finalmente se encontró con el presente Thanos que había quedado atrapado dentro de su futuro yo omnipotente y Eros con Pip que intentaban liberar a Thanos, pero fueron descubiertos. Después de eso, Adam le dice a Thanos que la única forma de derrotar a su futuro yo omnipotente y liberarse es confiar. Luego, cuando el futuro omnipotente Thanos estaba a punto de terminar con todo, Adam hizo que Kang evitara que Eros continuara con su plan, permitiéndole a Eros evadir la captura. Esto hace que el presente Thanos tome el control de sus poderes y restablezca todo antes de las maquinaciones de su yo futuro que deja de existir. Al encontrarse fuera de todo, Adam fue rescatado por Kang e informó al Conquistador sobre lo que había ocurrido. Antes de volver a la normalidad, Adam le pidió a Kang que hiciera un último viaje en el tiempo para recuperar la gema del alma verde.

#### Cuenta Regresiva al Infinito
Durante la historia de "Infinity Countdown", Adam Warlock se da cuenta de que está en un momento no especificado con Kang the Conqueror, quien, con algo de convicción, muestra un resumen de la historia de Warlock hasta que finalmente revela que las Piedras del Infinito se están reuniendo una vez más y muestra un visión del futuro, que Kang llama "Infinity's End", en la que una calamidad invisible ha caído sobre el universo después de que las Gemas del Infinito se reunificaran. Kang también le revela a Adam que habían tratado de evitar el resultado actual 112 veces, pero ahora Kang decide otro curso de acción: enviará a Warlock a recuperar la Piedra del alma a cambio de que Warlock le dé la Piedra del tiempo. Warlock acepta a regañadientes mientras explica que espera que mantener las dos gemas separadas evite el desastre. Warlock llega al antiguo Egipto, donde conoce al faraón Rama Tut, una versión anterior de Kang. Rama Tut le muestra a Warlock dónde puede encontrar la Piedra del Alma en el futuro, en manos del "reflejo oscuro" de Warlock, el Magus. Rama Tut luego sella a Warlock en una tumba donde despertará miles de años en el futuro con la oportunidad de reclamar la Piedra del Alma. Los guardias de Rama Tut, bajo sus órdenes, se suicidan por envenenamiento, ya que Rama Tut afirma que nadie puede saber del complot. Adam Warlock y Kang the Conqueror emboscan a los Guardianes de la Galaxia durante su viaje al planeta Oblitus. Gamora intentó quitarle la Gema del Alma a Adam Warlock. Cuando Drax el Destructor se aferró a la Gema del Alma, descubrió que el Mundo del Alma en el interior estaba corrupto. Drax noqueó a Gamora y se fue con Adam Warlock y Kang el Conquistador. Como el resto de los Guardianes de la Galaxia no quieren ayudar a Gamora a perseguir a Adam Warlock y Kang el Conquistador, ella se fue sola. Adam Warlock se encuentra entre los poseedores de la Gema del Infinito contactados por el Doctor Strange, quien afirma que deben reformar la Vigilancia del Infinito para proteger las Gemas del Infinito de calamidades como la de Thanos.

#### Guerras Infinitas
Durante la historia de Infinity Wars, Adam Warlock siente la corrupción de Mundo Alma y recluta al Doctor Strange para ayudar a lidiar con la corrupción en Mundo Alma. Mientras trata con un Souleater, se revela que Doctor Strange tiene la Gema del Tiempo Infinita. Doctor Strange intenta que Adam Warlock renuncie a la Gema del Infinito del Alma. Antes de irse, Adam Warlock advierte al Doctor Strange que Kang el Conquistador no es la única persona que busca las Gemas del Infinito. Adam Warlock salva a un ciclista durante un congelamiento de tiempo cuando él, Drax el Destructor y Iron Lad aparecen. Doctor Strange reúne a Star-Lord, Adam Warlock, el clon de Black Widow, Capitana Marvel y Turk Barrett (que tiene a Bullseye, Hombre de Arena, Mancha, Tombstone y Typhoid Mary en su compañía) en Central Park, donde el Doctor Strange descubre que Thanos está muerto. Como Gamora en su alias Requiem usa la Gema de la Realidad para fusionar parcialmente al Capitán América y al Doctor Strange para obtener la Gema de la Mente y la Gema del Tiempo, Gamora decapita a Adam Warlock. Mientras Loki, Emma Frost, Hulk, Ant-Man, Ms. Marvel y Kang el Conquistador se reúnen, encuentran a Adam Warlock y sugieren que salgan de Mundo Alma solo para que Adam Warlock declare que primero deben derrotar a Devondra. Esto hace que reúnan a Arachknight (una combinación de Spider-Man y Moon Knight), Ghost Panther (una combinación de Ghost Rider y Black Panther), Green Widow (una combinación de Black Widow y She-Hulk), Iron Hammer (una combinación de Iron Man y Thor), Man-Thing-Thang-Thoom (una combinación de Man-Thing y Fin Fang Foom), Moon Squirrel (una combinación de Moon Girl y Squirrel Girl) y Tippysaurus (una combinación de Tippy Toe y Devil Dinosaur), Soldado Supremo (una combinación de Capitán América y Doctor Strange), Arma Hex (una combinación de Scarlet Witch y X-23), y los miembros de Dos Fantásticos Mister Invisible (una combinación de Mister Fantastico y Mujer Invisible) y Hot Rocks (una combinación de Antorcha Humana y Thing), así como una versión saxofonista de Drax el Destructor.
El grupo de Loki y los héroes deformados están luchando contra Devondra cuando Adam Warlock y Soldado Supremo llegan y este último dice que no quiere que lo deshagan. Adam Warlock afirma que si pueden derrotar a Devondra, Mundo Warp seguirá existiendo. Aunque el grupo de Loki tendrá que usar las Gemas del Infinito para enfrentarse a Gamora afuera. Soldado Supremo se da cuenta de que Devondra sigue regenerándose cuando Adam Warlock descubre que Gamora y Phyla-Vell y Dragón Lunar alternativos ahora están en la Gema del Alma. Después de hablar un poco con Soldado Supremo, Adam Warlock planea copiar las almas en Mundo Warp para llevarlas a ellas y a Devondra al mundo real mientras Hulk golpea a Devondra en el agujero que conduce al mundo real. Adam Warlock devuelve a los Guardianes de la Galaxia a su estado normal mientras separa la mitad de Drax el Destructor de la mitad de Arthur Douglas. Una vez que se hacen las copias con la ayuda de las Gemas del Infinito, Emma Frost comienza a borrar los recuerdos del incidente para evitar disturbios cuando Drax se encuentra con la versión alternativa de su hija. Después de que Devondra es derrotada, Adam Warlock agarra la Gema del Tiempo, congela el tiempo y afirma que las Gemas del Infinito deben decidir el resultado. Después de que se reanuda el tiempo, Star-Lord se da cuenta de que Gamora se ha ido cuando Adam Warlock la envió a un lugar para que pueda redimirse. Más tarde, Adam Warlock está mirando las estrellas en el desierto y dibuja un símbolo en la arena que dice que falta una parte de él.

## Poderes y Habilidades
Adam Warlock posee un número de poderes y características sobrehumanas derivadas de su estructura genética artificial.
Warlock es considerado un ser cósmico creado artificialmente, cuya existencia representa un pináculo potencial de la evolución humana y orígenes cósmicos influenciados por poderes mayores. Dentro de Marvel Multiverse, se le reconoce como perteneciente a los niveles más altos de seres poderosos. Además posee inmortalidad, pues aunque puede ser asesinado físicamente, su alma y su espíritu no pueden ser destruidos permanentemente ni ser reclamados por la entidad conocida como Muerte. Warlock es reconocido como un forastero astral, lo que hace que sus acciones, presencia y futuro sean inmunes a la percepción de otros a través de métodos mágicos o cósmicos. En todas sus encarnaciones Warlock posee una estructura genética artificial que da como resultado un tejido óseo y muscular más denso que el de un humano típico, lo que le otorga una fuerza, resistencia, durabilidad, agilidad, velocidad y reflejos sobrehumanos. Además, su cerebro multicompartimental le proporciona ultrasentidos, que le proporciona niveles elevados de conciencia tanto cósmica como mística.
- Nivel de fuerza: Sus huesos y músculos son mucho más densos que los de un ser humano, lo que le permite levantar 4 toneladas. Originalmente podía usar sus poderes cósmicos para incrementar su nivel de fuerza hasta un máximo de 40 toneladas al menos durante una hora. Aunque en la actualidad gracias a sus desarrollos avanzados de manipulación de la energía, poderes cósmicos y energía mágica ha sido capaz de luchar cuerpo a cuerpo, y herir, a seres como Wonder Man, Ulik y un clon de Thanos que igualaba el físico del original.
- Resistencia y durabilidad sobrehumana: Sus tejidos corporales, huesos y músculos son mucho más densos, duros y resistentes que los de un ser humano, lo que le dota de una resistencia sobrehumana. Su musculatura genera menos venenos de fatiga, haciéndolo mucho menos propenso al agotamiento físico. Es capaz de soportar tremendas fuerzas de impacto y ha resistido los golpes de Thor, el Hombre Bestia, Thanos y Drax el Destructor.
- Capullo evolutivo: Adam Warlock es capaz de levantar un capullo a su alrededor en apenas unos segundos. Lo ha hecho con poca frecuencia durante su vida, normalmente para protegerse de algún daño mortal, preservar su vida, facilitar su resurrección y regenerar grandes heridas, normalmente emerge del capullo al alcanzar un estado de madurez física y mental. Se desconoce la sustancia que lo conforma ni donde va tras emerger de él.

Warlock ha adquirido gran experiencia de primera mano en combate cuerpo a cuerpo a lo largo de su vida, hasta convertirse en un experto. Warlock es un notable filósofo autodidacta. Usualmente es también un Líder por Naturaleza y es un Gran Estratega.

### Manipulación de energía
Una de las habilidades destacadas que posee Adam Warlock es la manipulación de diversas formas de energías. A medida que el personaje evoluciona sus poderes de manipulación de la energía se fortalecen con cada resurrección lo que le otorga acceso a nuevas energías para manipular con el tiempo. En una de sus versiones más recientes, las capacidades de manipulación del personaje experimentaron un aumento sustancial, otorgándole la capacidad de absorber energías directamente de otros y manipular las energías dentro de sus cuerpos, neutralizando efectivamente sus habilidades. Estos formidables poderes jugaron un papel crucial en su triunfo sobre Quasar y Silver Surfer en una ocasión.
- Energía cuántica metafísica: en la encarnación del personaje que siguió la historia de Annihilation: Conquest, es reconocido por su manipulación de una forma única de energía, comúnmente conocida como Magia Cuántica y Hechicería Cósmica (en otros medios). Conocida como "mago cuántico", esta práctica le permite manifestar efectos mágicos utilizando las energías y el poder disponibles en su entorno, además de emplear conjuraciones verbales. Esto le otorga capacidades para lanzar hechizos, habilidades de manipulación de energía y materia, poderes de manipulación del tiempo y muchas otras capacidades. Estás habilidades le fueron otorgadas para abordar la tarea de reparar la realidad en respuesta a la situación futura causada por la expansión de Fault en Cancerverce, un evento que ocurrió durante su aparición en la serie Guardianes de la Galaxia (2008).
- Energía cósmica: En la mayoría de sus encarnaciones posee una red de células capaces de absorber, transformar y manipular las energías cósmicas para su uso personal, utilizandola para una variedad de propósitos que incluye.
- Aumento cósmico: Warlock puede usar esta energía para realzar su fuerza física, resistencia y capacidad de recuperación.

- Vuelo: Puede además emplear energía cósmica para negar la fuerza de la gravedad en torno a él y volar.

- Velocidad sobrehumana: En una atmósfera parecida a la terrestre, Warlock es capaz de alcanzar la velocidad del sonido.

- Sentir portales espaciales: Puede utilizar su energía cósmica para localizar y entrar en portales espaciales naturales (discontinuidades en el tejido del espacio) para viajar por el espacio interestelar.

- Descargas de energía cósmica: Puede proyectar energía cósmica por sus manos con fuerza capaz de conmocionar.

Los poderes de manipulación de energía de Warlock disminuyeron cuando recibió la Gema Alma del Alto Evolucionador. Ya no podía lanzar directamente energía con sus manos ni aumentar su fuerza. Si la limitación de sus poderes fue causada por su relación simbiótica con la Gema Alma o algún otro factor es todavía desconocido. Cuando Warlock fue convocado desde el interior de la Gema Alma para derrotar a Thanos, parecía poseer estos poderes cósmicos de nuevo. Estás habilidades se ven facilitadas posteriormente por el empleo de su "magia cuántica" por parte del personaje.
- Energías mágicas: De acuerdo con su nombre, Warlock adquirió competencia en magia, otorgándole poderes espirituales. Posee habilidades espirituales que son distintas a la de la Gema del Alma, lo que le permite revivir a sí mismo y a otros seres, transformando cuerpos fallecidos. Además el personaje muestra la capacidad de realizar exorcismos, percibir el alma y el aura de los individuos y mostrar un alto nivel de resistencia contra los poderes de manipulación del alma empleados por otros. Estas habilidades mágicas fueron reemplazadas más tarde por el empleo de magia cuántica por parte del personaje, que permitía los mismos poderes en una mayor amplitud y con mayor efecto.

### Armas y equipo
Gema Alma: Warlock anteriormente poseía la Gema Alma, una de las legendarias Gemas del Infinito. Esta Gema permitía a Warlock absorber y controlar las esencias vitales (o espíritus) de los organismos vivos (y muertos). Esta Gema poseía consciencia propia y mostraba un hambre vampírico hacia las esencias vitales de los seres vivos. Irónicamente, la Gema es un portal hacia un universo de bolsillo, tranquilo e idílico, un mundo donde las almas que la gema ha ido consumiendo pudieran vivir en paz. Warlock estaba tan acostumbrado a usar la Gema Alma, podía usar sus energías para proyectar rayos de energía, levantar escudos protectores y proyectar energías místicas capaces de crear corto circuitos en los centros kármicos de los seres vivos.
Vara Kármica: Warlock ha usado una "Vara Kármica" en el pasado. Esta vara se dice que es una extensión de la propia esencia vital de Warlock y sus propiedades la hacen aparentemente irrompible. Warlock puede además enfocar energías místicas a través de la vara con mayor eficacia.

## Otras versiones

### Magus
Ha habido tres encarnaciones del Magus (/meɪdelɡdeləs/), todos los cuales son el aspecto oscuro de Adam Warlock.
El Magus original es un Adam Warlock más viejo y malvado que ha viajado al pasado y gobierna un imperio religioso llamado la Iglesia Universal de la Verdad. Para garantizar su propia creación, guía a su yo más joven a través de una serie de acciones que lo llevarán a convertirse en Magus. Con la ayuda de Thanos, Warlock altera su futuro al matar a su yo futuro antes de que pueda evolucionar a Magus, destruyendo la línea de tiempo de Magus y borrándolo de la existencia.
Cuando Warlock adquiere el Guantelete de Infinito, él expulsa el bien y el mal de su alma, dándoles formas corpóreas sin querer. La mitad malvada se llama a sí mismo Magus e intenta obtener el Guantelete del Infinito para sí mismo. Falla cuando la Guardia del Infinito lo engaña para que reclame el Guantelete cuando la Gema de la Realidad ha sido reemplazada por una réplica sin poder, creando una falla sutil en los poderes del Guantelete que permite que sus enemigos lo dominen, dejando al Magus para ser sellado lejos en la Gema Alma de Warlock. Dado que solo es parte de un alma, no puede interactuar con los demás habitantes de Mundo Alma y existe solo como un fantasma. El Magus escapa de la Gema del Alma en una forma inmaterial, absorbiendo las energías vitales de los demás para recuperar la tangibilidad. Es derrotado por Genis-Vell y vuelve a ser una entidad etérea. El Magus toma represalias hiriendo a la amiga de Genis Dragón Lunar y afirmando que está destinada a convertirse en su esclava.
Warlock se convierte en el tercer Magus cuando repara el daño en el continuum espacio-tiempo. Este mago trabaja para el malvado Lord Mar-Vell y es asesinado cuando falla una misión. La Iglesia Universal de la Verdad lo resucita como un niño, que luego es encarcelado por los Aniquiladores.
Más tarde, el Magus busca reunir las Gemas del Infinito con la intención de destruir el universo, pero muere durante su búsqueda. Durante la historia de "Infinity Wars", Gamora encuentra una versión más joven de Magus adentro, quien le dice que fue enviado por un "amigo".

### La Diosa
La Diosa es la encarnación de la bondad de Adam Warlock, creada cuando usa el Guantelete del Infinito para eliminar la cualidad de sí mismo. Aparece como una figura central en la serie limitada de 1993 Infinity Crusade. Reúne una colección de cubos cósmicos y los convierte en un huevo cósmico. Usando su poder, recrea Contra-Tierra, llamándolo Paraiso Omega. Al embarcarse en una cruzada para eliminar el pecado, la Diosa usa la telepatía para controlar a los seres espirituales en todo el universo, reclutándolos para su causa. Cuando Warlock y los otros héroes de la Tierra se enteran de su plan para destruir todo pecado destruyendo cualquier cosa capaz de pecar, se unen contra ella. Ella es derrotada cuando sus seguidores descubren su verdadero objetivo y es absorbida por la gema del alma.

### Tierra X
En la serie limitada Tierra X, Mar-Vell se reencarna como el hijo de los sintéticos Adam Warlock/Él y Kismet/Ella.

### Tierra-19141
Esta realidad alternativa es similar a la de la Tierra-616, hasta el punto en que tuvo lugar un evento cósmico de grandes proporciones y destruyó la Tierra-19141, que luego fue reemplazada por una nueva realidad comandada por Thanos hasta que finalmente fue restaurada por Adam Warlock. quien derrotó a Thanos y absorbió las energías de esta realidad en sí mismo momentos antes de fusionarse con la Tierra-616. Adam Warlock pudo entonces resucitar la versión original de sí mismo y procedió a convertirse en el nuevo Tribunal Viviente como parte del trato que hizo con One-Above-All.

## Apariciones en otros medios

### Televisión
- Adam apareció en la serie animada de Silver Surfer, en el capítulo llamado The Forever War.
- Adam apareció en The Super Hero Squad Show, en el episodio Fate of Destiny.
- Adam apareció en la segunda temporada de la serie animada The Avengers: Earth's Mightiest Heroes, en el capítulo llamado Michael Korvac.
- Adam Warlock aparece en la segunda temporada de Guardianes de la Galaxia, con la voz de Eric Bauza.
  - En el episodio 10, "Sólo un Bebé". Fue la ayuda de que los centuriones Nova serían leales a Warlock si era bueno y que lo destruirán, si se vuelve malo. Warlock se mantuvo en el sarcófago que los creyentes Universales querían usar para emitir una nueva edad de oro. La escotilla del sarcófago como Warlock emerge como un bebé. Con la ayuda de Cosmo el perro espacial, los Guardianes de la Galaxia fueron capaces de alejarse de Mantis y los creyentes Universales. Warlock pasó de bebé a niño después de ayudar a conseguir los Guardianes de la Galaxia lejos de la nave de los Creyentes Universales. Cuando Titus se escapa de la prisión del Cuerpo Nova con el casco Nova Centurion tirando de los pelos y provocando una fuga de la prisión, Titus afirma que el casco Nova Centurion y se dirige al Milano para reclamar al niño Warlock a partir de los Guardianes de la Galaxia. Durante la lucha, Warlock pasa de niño a niño como la lucha se intensifica al planeta Onateyac. Al frente de la gema de Warlock se oscurece después de hacer algunas naves Nova Corps desaparecen, se las arregla para hacer desaparecer a Titus dejando el casco Nova Centurion atrás. Gracias a la persuasión de Star-Lord de usar sus poderes para el bien, la gema de Warlock va la luz y que madura a un adulto al igual que Irani Rael y el Cuerpo Nova llegan. Al tomar el nombre de Adam Warlock, que fija el casco Nova Centurion, que va en busca de su propio destino, trae la nave Cuerpo Nova que hizo desaparecer, y vuela en busca de su propio destino.
  - En el episodio 18, "El Destructor", Adam Warlock es invocado por Xeron en el planeta de Drax para destruirlo y los Guardianes tuvieron que intervenir, hasta que el templo se derrumba luego de salvar a Xeron, ella le ofreció su disculpa. Cuando Adam se va con los Guardianes de la Galaxia, Xeron les advierte que si Warlock se vuelve malo, podría provocar el fin de todo el universo.
  - En el episodio 19, "No Siempre Obtienes lo que Quieres", al ir con los Guardianes de la Galaxia, son atacados por Fin Fang Foom hasta que lo absorbe en su gema. Al ir con Rocket Raccoon para revolucionar a su familia, los absorbe por accidente junto con Rocket. Al no saber que ocurre con su gema, hace que no controle la oscuridad en sí mismo y absorbe también a Groot. Al no soportarlo, expulsa a Groot, Rocket y su familia y a Fin Fang Foom, pero también la nave del Alto Evolucionador, a quién intenta capturar a Warlock, pero Rocket derriba su nave con bombas.
  - En el episodio 20, "Buenas y Malas Personas", es entrenado por Gamora para mejorar sus habilidades hasta que la absorbe por su gema al ver su lado malo, y luego la expulsa. En una pelea en un bar, es capturado ante el Coleccionista y ser extraído su gema. Al llegar Gamora, hace justicia como Gamora, hasta que la verdad se expone, decide dejarlo al calmarse.
  - En el episodio 21, "Un Aliado Menos", Warlock y Star-Lord escapan de J'son y el Orden Negro y los evaden. Luego es teletransportado por Xeron y los Guardianes, y J'son le hace un trato a Warlock si destruye a los Guardianes, hasta que lo engaña y lo derrota con el Orden Negro, para ser arrebatados sus cascos. Pero cuando J'son lo captura en un campo de fuerza, Warlock lo absorbe y su gema se vuelve oscura y se hace malvado llamándose Magus (debido a la razón de Xeron), teniendo planes de conquistar la galaxia y destruye al Orden Negro, al negarse de tener aliados.
  - En el episodio 23, "No Sirves", Magus intenta conquistar la galaxia, empezando por Spartax, los Guardianes se enfrentan a él luego de evacuar Spartax. Los Guardianes cuentan con los Creyentes Universales al enfrentarse a Magus, pero nada funciona de lo que hacen. Pero con la ayuda de Nova, quién obtiene los cascos Nova Centurian para que los Guardianes de la Galaxia los usen en luchar contra Magus, y como decía una profecía, forman un vórtice para encerrar a Magus al lograrlo.
  - En el episodio 24, "Detrás de los Ojos Dorados", Magus escapó del vórtice e intenta destruir el planeta de Drax cuando los Guardianes y Nova tratan de detenerlo. En la batalla en el planeta Y, Magus absorbe a Star-Lord en su gema y descubre que J'son está controlando a Warlock desde adentro. Después en la lucha contra Magus, los Guardianes también son absorbidos por Magus para ayudar a Quill al derrotar a J'son. Al final cuando Warlock ya es libre de ser controlado por J'son, éste provoca una supernova al querer destruir todo el universo, pero Warlock se sacrifica al evitarlo y es envuelto en un capullo por Groot al ser sepultado para que algún día vuelva por si la galaxia lo necesitara otra vez.

### Cine
- Adam Warlock hace una pequeña aparición sin diálogo en la película de animación directa a vídeo de la película Planeta Hulk.[77]
- Se puede ver un gran capullo dentro del museo del Coleccionista en Thor: The Dark World (2013) y Guardianes de la Galaxia (2014); El director y escritor James Gunn confirmó que el capullo se inspiró en el diseño del personaje.[78]
- El capullo de Adam Warlock aparece brevemente en una secuencia de créditos finales de Guardianes de la Galaxia vol. 2 (2017), Ayesha afirma que él es el siguiente paso en la evolución de la raza Soberana. Originalmente una parte integral de la película, el director James Gunn decidió que ya había demasiados personajes, y se decidió que Warlock aparecerá en una futura película de la franquicia.[79]
- Warlock es interpretado por Will Poulter en Guardianes de la Galaxia vol. 3 (2023).[80] Esta versión es un Soberano perfecto creado por su madre Ayesha y el Alto Evolucionador para capturar a Rocket Raccoon, antes de ser detenido por los Guardianes de la Galaxia. Después de la destrucción de su planeta y la muerte de Ayesha, Warlock intentó destruir la nave del Alto Evolucionador, pero falló y es salvado por Groot. Redimiéndose, Warlock salvó a Star-Lord de morir en el espacio y se une a una nueva versión de los Guardianes bajo el liderazgo de Rocket.

### Videojuegos
- Adam Warlock y el Magus aparecen en el videojuego Marvel Super Heroes: War of the Gems.[81]
- Magus aparece en Marvel: Avengers Alliance 2.[82]
- Adam Warlock era un personaje jugable en Marvel: Avengers Alliance, mientras que su personalidad Magus también apareció como un personaje villano.[83]
- Adam Warlock fue un PNJ que no se puede jugar en Marvel Heroes.[84]
- Adam Warlock y Magus aparecen en Marvel's Guardians of the Galaxy como aliado y enemigo Boss del juego.
- Adam Warlock aparece en el juego Marvel Future Fight como un personaje jugable.
- Adam Warlock aparece en el videojuego para móviles en version carta Marvel Snap
- Adam Warlock aparece en el videojuego para móviles Marvel Contest of Champions.

## Apariciones en series
- Avengers Annual n.º 7
- Avengers (vol. 1) n.º 118
- Cosmic Powers Unlimited n.º 1
- Curse of Rune n.º 4
- Doctor Strange (vol. 2) n.º 32, 36, 47
- Fantastic Four (vol. 1) n.º 66-67, 369-370
- Incredible Hulk (vol. 2) n.º 158, 176-178
- Infinity Abyss (vol. 1) n.º 1-6
- Infinity Crusade n.º 1-3, 6
- Infinity Gauntlet n.º 1-6
- Infinity War n.º 1-6
- Marvel Comics Presents n.º 108-111
- Marvel Premiere n.º 1-2
- Marvel Team-Up (vol. 1) n.º 55
- Marvel Two-in-One n.º 61-63
- Marvel Two-in-One Annual n.º 2
- Marvel Universe: The End n.º 1-2, 6
- Quasar n.º 38-40, 50, 53-54
- Rune (vol. 2) n.º 0-3, 6-7
- She-Hulk (2004) n.º 7-8
- Silver Surfer & Warlock: Resurrection n.º 1-4
- Silver Surfer (vol. 3) n.º 44-50, 52, 55, 83-88, 93-94
- Silver Surfer/Rune n.º 1
- Starblast n.º 1
- Strange Tales (vol. 2) n.º 178-181
- Thanos n.º 1-6
- Thor (vol. 1) n.º 163-166, 468-471
- Ultraverse Unlimited n.º 1
- Warlock and the Infinity Watch n.º 1-42
- Warlock Chronicles n.º 1-8
- Warlock (vol. 1) n.º 1-15
- Warlock (vol. 2) n.º 1-4
- Warlock (vol. 3) n.º 4
- Wonder Man (1991) n.º 14
- Aniquilación Conquista: Destino (2007) n.º 2